# Polityka językowa

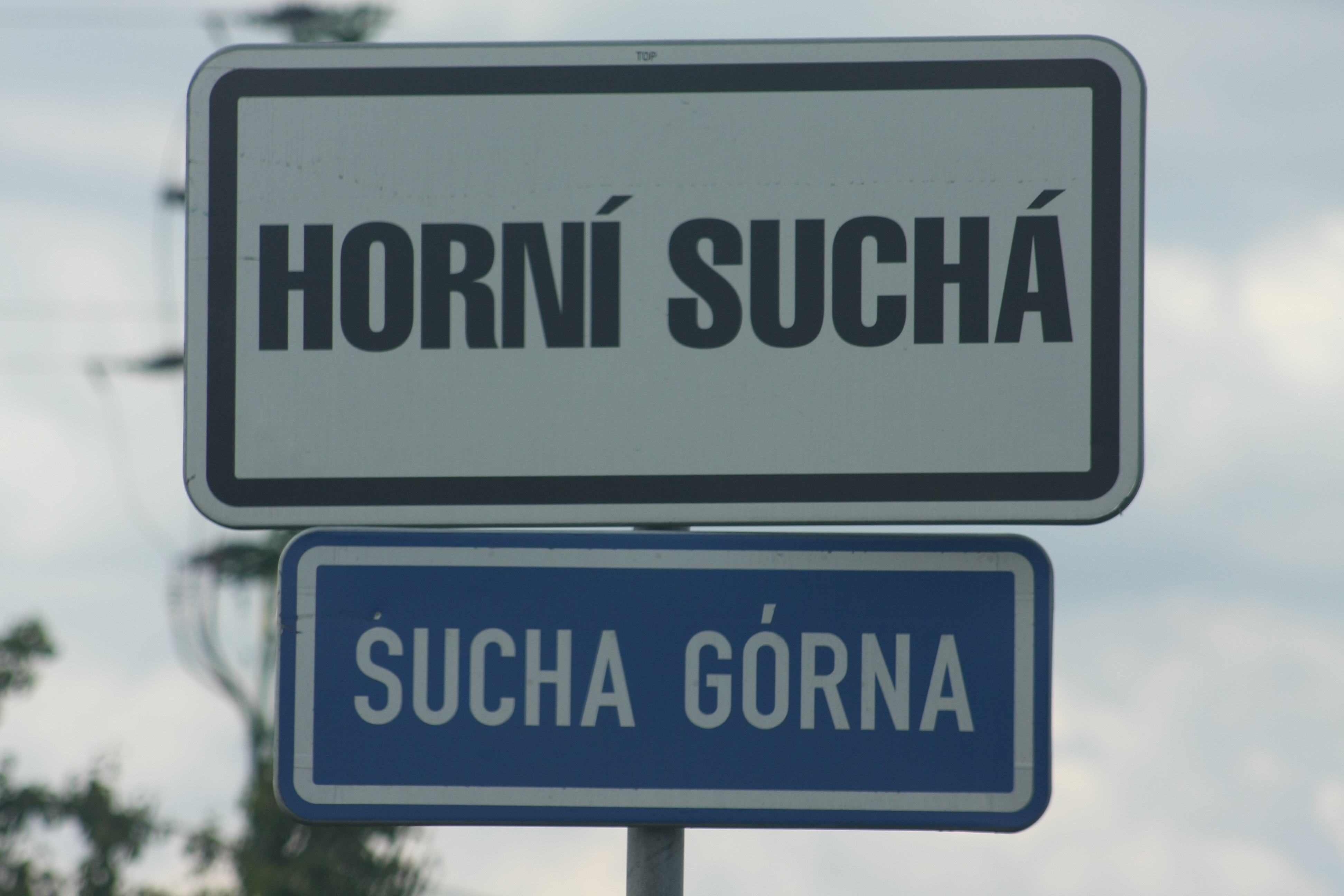
Dwujęzyczna (po czesku i polsku) tablica w Czechach

Polityka językowa – ogół świadomych działań mających na celu kształtowanie pożądanych indywidualnych i zespołowych zachowań językowych.
Według innej definicji polityka językowa to zbiór zasad i założeń przyjęty przez władze danego państwa w stosunku do języka lub języków obowiązujących bądź używanych na jego terenie. Obejmuje ona przyjęcie języka urzędowego, określenie sposobu jego nauczania, status języków mniejszości narodowych, a także stosunek do ochrony języka przed wpływem obcych kultur.

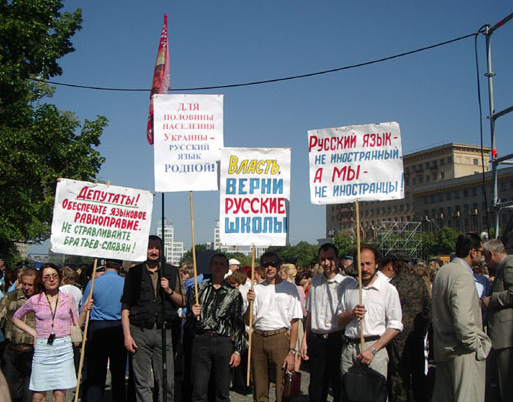
Protest w Charkowie: „Radni [miejscy]! Zapewnijcie równość języków. Nie porzucajcie swoich współbraci Słowian!” „Dla połowy ludności Ukrainy to rosyjski jest językiem ojczystym!” „Władze – przywróćcie rosyjskojęzyczne szkoły!”

Według innej, bardziej ogólnej definicji, polityka językowa jest to ogół środków stosowanych przez państwo, które służą docelowej regulacji procesów językowych. Polityka językowa może dotyczyć zarówno jednego państwa, jak również organizacji międzynarodowych, np. Unii Europejskiej.

## Polityka językowa w Polsce
Zwyczajowo, pisząc o polityce językowej w Rzeczypospolitej Polskiej, uwzględnia się wyłącznie politykę w odniesieniu do odmiany języka znanej większości obywateli RP, czyli polskiego dialektu standardowego, zwanego tradycyjnie językiem literackim lub ogólnym. Zdaniem językoznawcy Walerego Pisarka tak rozumiana polityka językowa w Polsce polega przede wszystkim na czuwaniu nad rozwojem języka, wydawaniu ustaw językowych, standaryzowaniu i kodyfikowaniu języka. Nadto jej istotą jest rozbudzenie świadomości językowej Polaków i promocja języka polskiego za granicą.
Jednak na terytorium RP występuje wiele grup społecznych, które prowadzą własną politykę językową. Można do nich zaliczyć mniejszości narodowe władające odrębnymi językami – białoruską, czeską, litewską, niemiecką, ormiańską, rosyjską, słowacką, ukraińską i żydowską (posługującą się jidysz i hebrajskim), a także mniejszości etniczne – karaimską, łemkowską, romską i tatarską. Odrębnie traktowani są Kaszubi, władający językiem regionalnym kaszubskim. Prawa członków tych grup są chronione przez prawo Unii Europejskiej oraz Polski. Swoją politykę prowadzą także obywatele polscy, poczuwający się do przynależności do wyrazistych grup językowo-regionalnych, jak Ślązacy czy górale podhalańscy. Im nie przyznaje się statusu mniejszości, ani nie zalicza ich etnolektów do kategorii języków regionalnych (włącza się je w ramy dialektów języka polskiego), chociaż Ślązacy od dawna ubiegają się o przyznanie takiego statusu. W ich wypadku polityka językowa skoncentrowana na dialekcie standardowym prowadzi do odbierania prawa do samostanowienia językowego. W znakomitej większości polityka językowa wspomnianych grup nastawiona jest na zachowanie danego języka, a także na zaznaczenie odrębności terytorium RP, na którym żyją jego użytkownicy poprzez używanie podwójnych nazw własnych.
W Polsce język polski jest określony jako urzędowy przez konstytucję, przy zastrzeżeniu, iż zapis ten nie narusza praw mniejszości narodowych wynikających z zawartych i ratyfikowanych umów. Szczegółowe przepisy w tym względzie zawiera ustawa o języku polskim oraz ustawa o mniejszościach narodowych i etnicznych oraz o języku regionalnym.